# When the Cat’s Away
When the Cat’s Away (dt. etwa: „Ist die Katze aus dem Haus …“) ist ein Schwarzweiß-Trickfilm aus dem Jahr 1929. Er wurde unter der Leitung von Walt Disney und Ub Iwerks von den Walt Disney Animation Studios produziert. Die Hauptrolle in diesem Kurzfilm übernimmt die berühmte Trickfilmfigur Micky Maus, gemeinsam mit Minnie Maus und Kat Nipp (hier Tom Cat genannt).

## Handlung
Der Film beginnt mit Kat Nipp, der vor seinem Haus ein Liedchen pfeift, sich betrinkt und sein Gewehr schultert. Dann macht er sich auf zur Jagd. Kaum ist Kat fort, tauchen Micky, seine Freundin Minnie und einige andere Mäuse auf und stürmen das Haus. Dort machen sich Micky und Minnie über das Klavier her, während der Rest der Hausbesetzer auf diversen Instrumenten und Möbeln musiziert. Besonderes Vergnügen bereitet es den Mäusen, die Melodie zu O du lieber Augustin zu spielen. Micky und Minnie entdecken ein Pianola, dem jedoch das Perforationsblatt fehlt. Prompt bastelt Micky ein neues, indem er einen Schweizer Käse in feine Scheiben schneidet und diese im Instrument einbaut. Kaum klimpert das Pianola, fängt der allein gelassene Hauspapagei an zu singen (interessanterweise klingt er dabei wie eine Katze). Danach entwenden die Mäuse ein paar Schallplatten. Ein Mäuserich lässt sich eine Platte auf die Nase stecken und dreht eine Pirouette, während ein weiterer Mäuserich seinen langen Schwanz als Tonabnehmernadel gebraucht. Dann steckt sich Letzterer einen Fülltrichter als eine Art Lautsprecher in den Mund. Der so entstandene „Schallplattenspieler“ spielt tatsächlich Musik ab, zu der Micky kess tanzt. Doch dem sich drehenden Mäuserich wird schlecht und er dreht sich immer langsamer, sodass die Schallplatte zu leiern anfängt. Zum Abschluss tanzen Micky und Minnie einen Walzer, den sie auf dem „Mausplattenspieler“ abspielen (sie hatten einfach die Platten gewechselt). Der Film endet mit einem herzhaften Kuss der beiden. Ob Kat zurückkehrte und die Mäuse erwischt hat, oder nicht, bleibt an dieser Stelle offen.

## Produktion und Hintergründe
When the Cat’s Away wurde am 3. Mai 1929 uraufgeführt und veröffentlicht. Am 28. Juli desselben Jahres wurde das Werk urheberrechtlich geschützt. Die Hintergrundmusik wurde von Carl W. Stalling im Pat Power’s Cinephone Studio in New York City aufgenommen. When the Cat’s Away ist einer von insgesamt fünf Disney-Filmen, die gemeinsam im Jahr 1929 uraufgeführt und veröffentlicht wurden und große Erfolge beim Publikum verzeichnen konnten.
Eine Besonderheit des Films sind zwei Nebenfiguren aus der Disney-Welt, die in When the Cat's Away ein Cameo haben, eine davon ist selten zu sehen. Die erste Figur ist Minnie, die sich hier zum allerersten Mal freiwillig von Micky küssen lässt. Die zweite Figur ist Kat Nipp. Der zwielichtige Kater hatte in The Opry House (1929) sein Debüt, trat ein vorletztes Mal in When The Cat’s Away auf und ein letztes Mal in The Karnival Kid. In When the Cat’s Away taucht er kurioserweise unter dem Namen „Tom Cat“ auf, möglicherweise war Walt Disney sich über den Einsatz und die Identität des Charakters im Unklaren, was sich auch darin ausgedrückt haben mag, dass Kat Nipp nach "The Karnival Kid" nie wieder in Disney-Trickfilmen auftauchte.